# Эволюция галактик

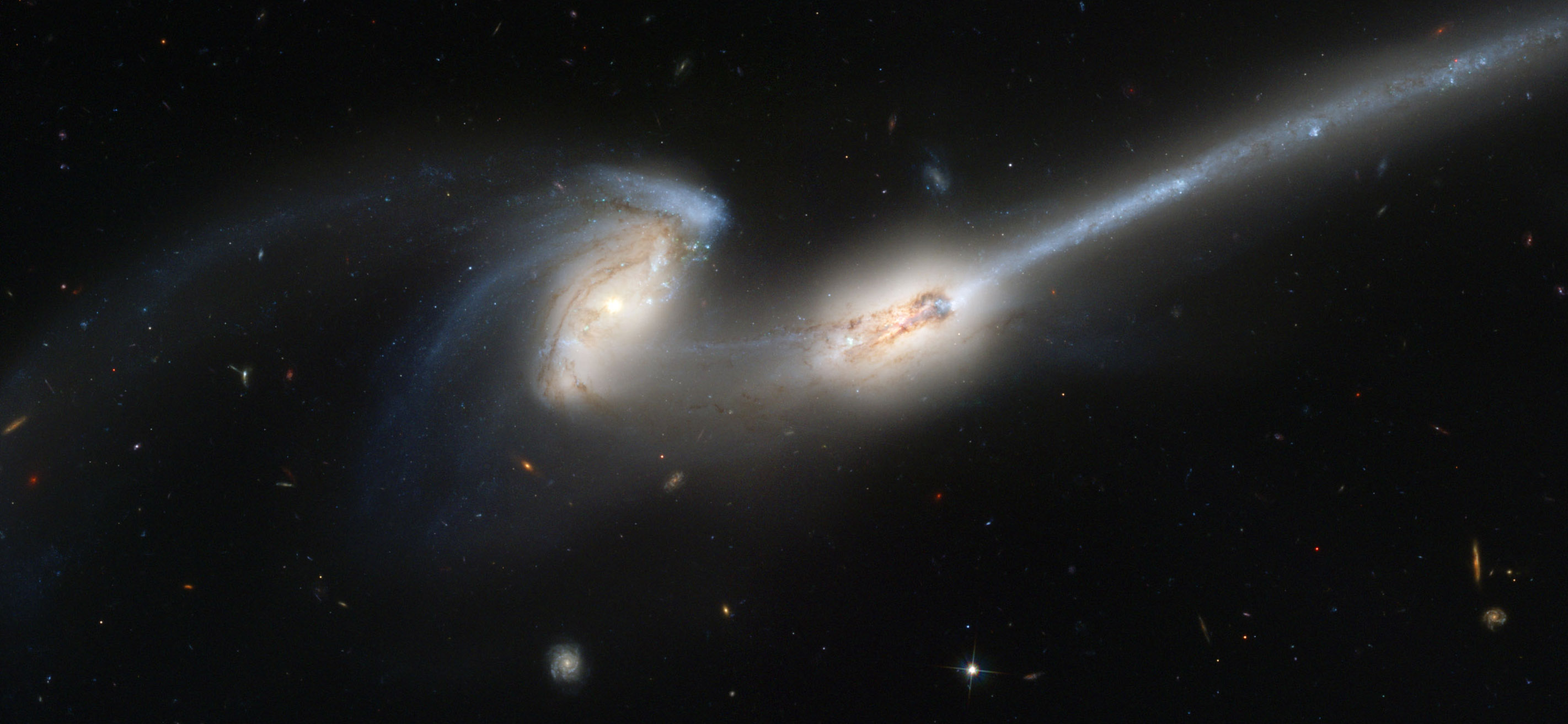
Сливающиеся Галактики Мышки. Взаимодействие галактик — событие, влияющее на их эволюцию

Эволю́ция гала́ктик — процесс формирования галактик, а также изменения со временем их параметров: формы, размеров, химического состава и звёздного населения. Формирование галактик началось 12—13 миллиардов лет назад, и хотя эволюция у каждой галактики идёт по-своему, известно множество общих механизмов, которые могут повлиять на эволюцию каждой галактики. Это могут быть бурные процессы, такие, как слияния галактик, а может быть, например, постепенно идущее звездообразование, при котором расходуется галактический газ и увеличивается металличность галактики. Для удобства выделяют три вида эволюции: динамическую, спектрофотометрическую и химическую, которые чаще всего рассматриваются по отдельности, как и механизмы, их порождающие.
Наблюдения множества галактик дали большое количество информации о них, в том числе об их параметрах в прошлом, так как свет от далёких галактик приходит к наблюдателям через очень большой промежуток времени. Тем не менее, в настоящее время не существует единого сценария, который естественным образом вписывается в теорию и при этом объясняет результаты наблюдений. Существует две конкурирующих теории: иерархическая концепция, предпочтительная с точки зрения теории, но не полностью соответствующую наблюдениям, и совокупность эмпирических сценариев, которые хорошо описывают наблюдения, но не всегда согласуются с существующей теорией. Первые шаги в изучении эволюции галактик сделал Эдвин Хаббл в 1920-х годах, и до сих пор теории активно развиваются и пересматриваются.

## Наблюдение эволюции

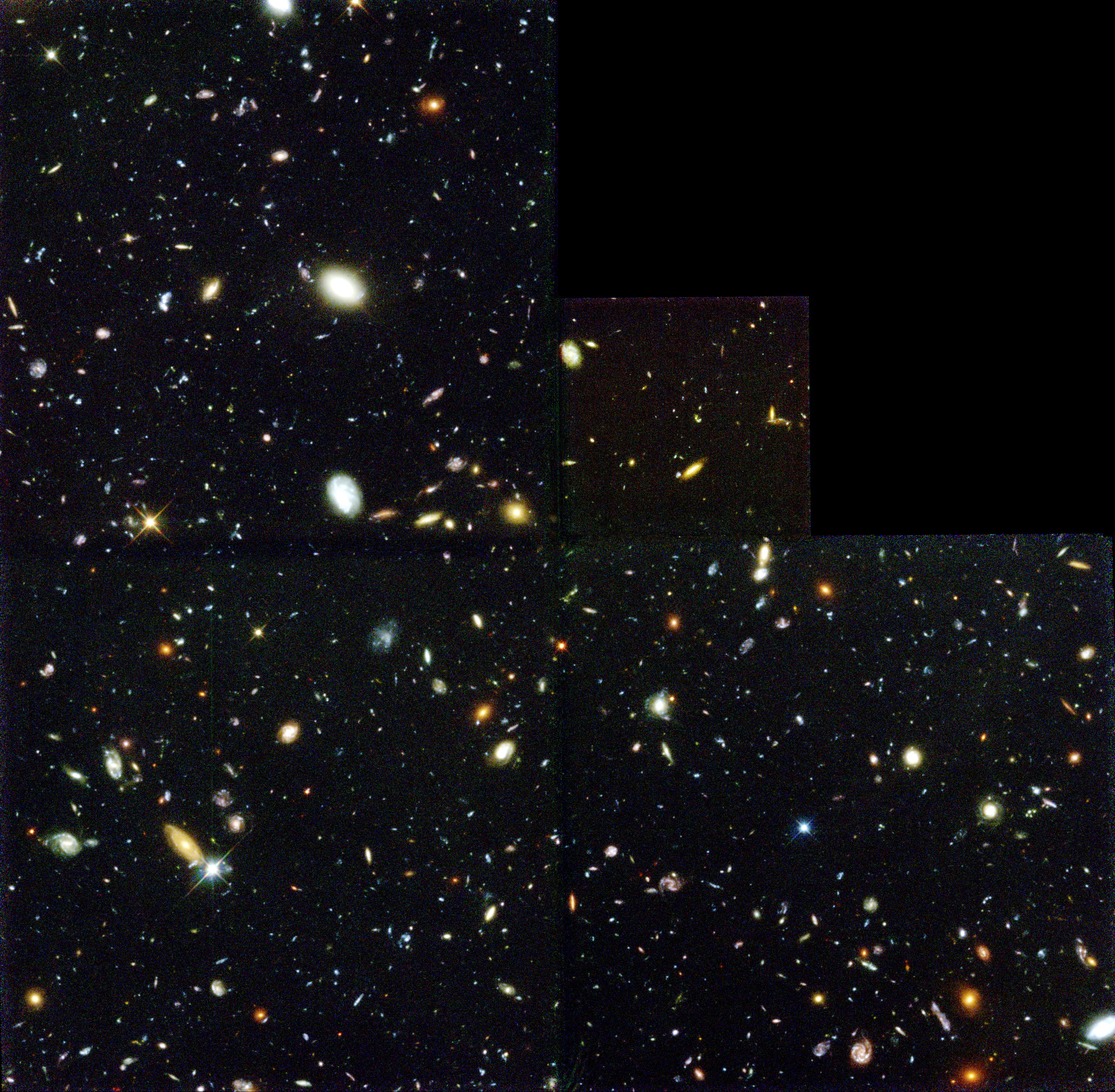
Hubble Deep Field — изображение, содержащее множество галактик на различных красных смещениях

Благодаря яркости галактик и проницающей силе современных телескопов астрономам для наблюдения доступно множество таких объектов. В результате существует два подхода к изучению эволюции галактик. В первом подходе используется то, что ближайшие галактики изучены очень хорошо, и это позволяет строить и проверять теоретические модели. В идеале модели должны объяснять образование именно таких галактик, которые и наблюдаются.
Второй подход опирается на изучение галактик с большими красными смещениями. Такие галактики удалены на большие расстояния и свет от них до наблюдателей идёт миллиарды лет, что сравнимо с возрастом Вселенной — например, при параметре красного смещения {\displaystyle z=1} галактика наблюдается такой, какой она была около 8 миллиардов лет назад. Наблюдение большого количества далёких галактик на разных красных смещениях даёт представление о том, как галактики изменялись со временем — галактики на больших красных смещениях имеют иные характеристики, чем расположенные поблизости.
Однако проблема первого подхода в том, что при моделировании всё равно нужно знать, какие механизмы эволюции могли иметь место в далёком прошлом. Недостаток второго подхода состоит в том, что с его помощью наблюдаются различные галактики, а отследить изменения конкретной галактики невозможно, и моделирование всё равно оказывается необходимым. Поэтому лучшие результаты даёт сочетание обоих подходов.

## Механизмы эволюции
Эволюционные изменения в галактиках проявляются разным образом и идут по-своему у каждой галактики, хотя и под влиянием различных общих механизмов. Выделяют три проявления эволюции: динамическая эволюция — изменение движения составляющих галактики, спектрофотометрическая — изменение цвета, светимости и спектра галактики, химическая — изменение её химического состава. Обычно при численном моделировании свойств галактик для удобства исследуют какое-то одно из них.

### Формирование галактик

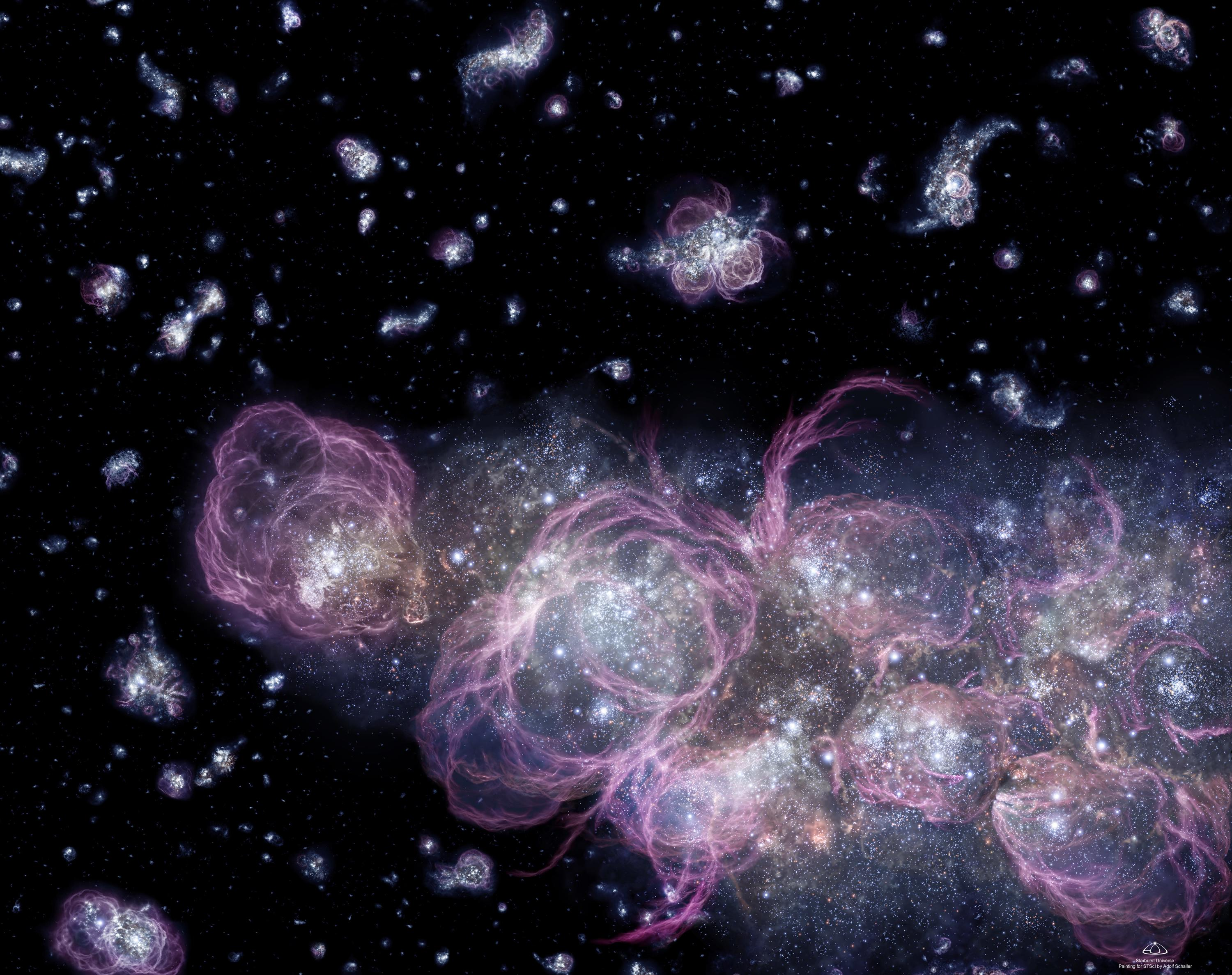
Протогалактики в ранней Вселенной в представлении художника

Протогалактический коллапс, при котором происходит формирование галактик, стал возможен, когда Вселенная достаточно расширилась, остыла и излучение перестало постоянно ионизировать вещество. Для начала формирования должна образоваться флуктуация плотности, ведущая к гравитационной неустойчивости и сжатию протогалактического облака. Этот процесс подобен тем, которые идут при формировании звёзд, но на бо́льших масштабах, при этом происходит диссипация энергии из-за столкновений газовых облаков. Затем газ остывает, коллапсирующие области фрагментируются, в результате чего начинается звездообразование.
Массовое образование галактик имело место в первый миллиард лет после Большого взрыва, а сформировавшиеся галактики представляли собой толстые диски, содержащие много газа.
Согласно нынешним моделям, протогалактический коллапс происходил с участием электрически нейтральной тёмной материи, которая не взаимодействует с излучением: её флуктуации образовали тёмные гало вскоре после Большого взрыва, а барионное вещество стало концентрироваться под действием гравитации тёмных гало. В отсутствие тёмной материи флуктуации плотности барионного вещества нарастали бы очень медленно из-за расширения Вселенной и галактики бы не успели образоваться к настоящему времени.

### Динамическая эволюция
Изменение динамических свойств подсистем галактики — это динамическая эволюция. Первоначально считалось, что она имеет место в основном при формировании галактики, после чего та становится динамически устойчивой и изменяется незначительно. Однако в дальнейшем выяснилось, что галактики в течение своей жизни подвергаются не менее серьёзным динамическим изменениям, чем при формировании.
Механизмы динамической эволюции разделяют по двум признакам. Первый признак — характерное время действия механизма: границей служит время одного оборота галактики, которое в среднем составляет чуть меньше миллиарда лет. Процессы с меньшим характерным временем называются «быстрыми», с большим — «медленными», или «вековыми». Второй признак делит механизмы на идущие вне зависимости от окружения галактики — «внутренние» и на идущие под воздействием внешних сил — «внешние».
Динамическая эволюция тесно связана с изменением структуры галактики, так как динамика подсистем галактики определяет её форму — эллиптическую или дисковую, симметричную или неправильную.

#### Внутренняя быстрая эволюция
К процессам внутренней быстрой эволюции относится только протогалактический коллапс, при котором галактика и образуется (см. выше).

#### Внутренняя вековая эволюция

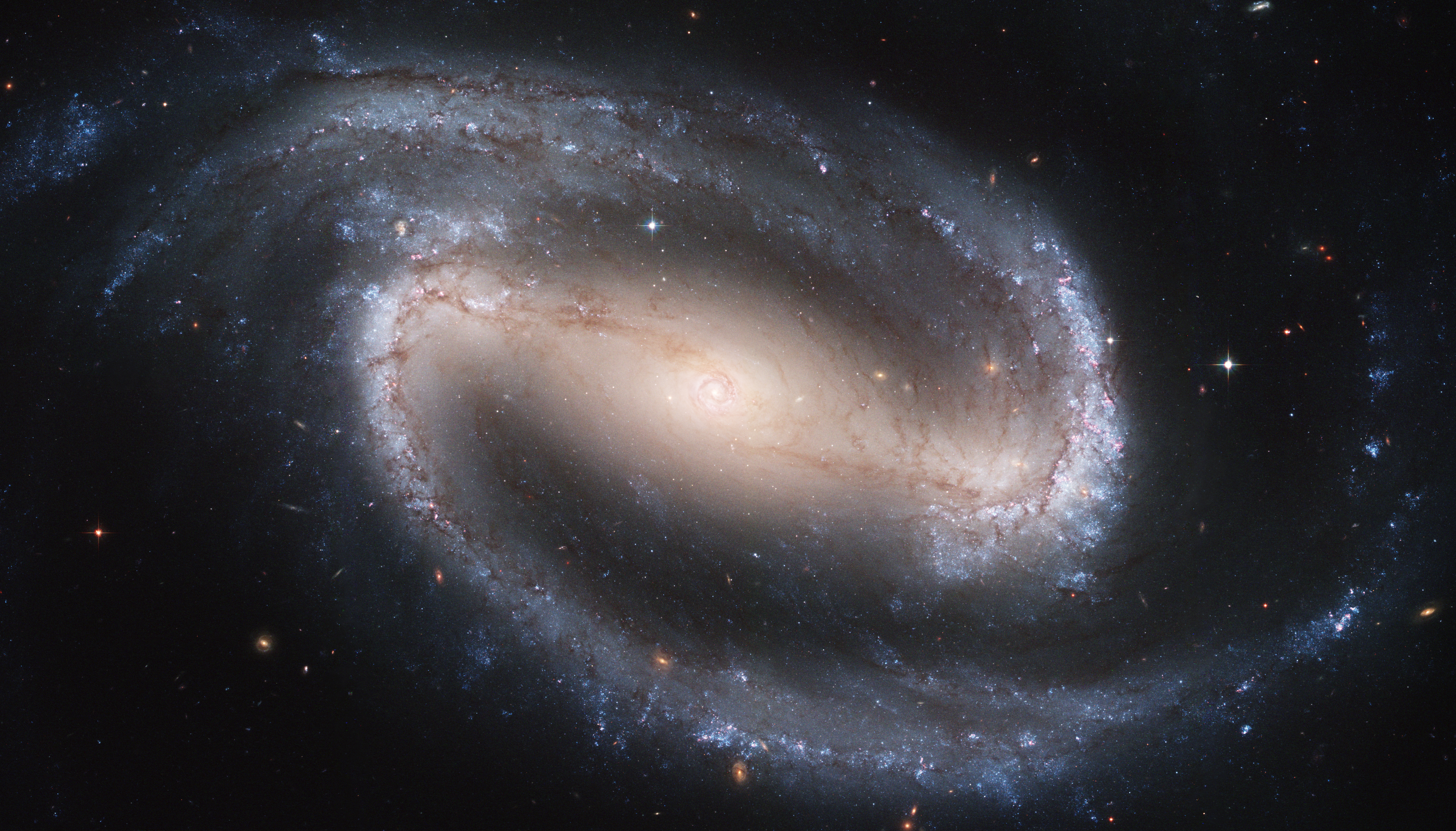
NGC 1300 — спиральная галактика с баром

Внутренняя вековая эволюция включает в себя множество различных процессов. Некоторые из них вызваны неосесимметричными возмущениями в галактике — главным образом барами, но это также могут быть, например, спиральные ветви или асимметричные тёмные гало. При наличии такого возмущения газовые облака и звёзды могут перераспределяться в диске галактики и обмениваться моментом импульса. Благодаря этому могут происходить, например, такие изменения, как появление колец, где газ концентрируется и активизируется звездообразование, наращивание балджа или увеличение дисперсии скоростей звёзд в диске. Сам бар, в свою очередь, может появляться и исчезать без каких-либо внешних воздействий.
Внутренняя вековая эволюция может иметь и другие причины. Например, молодые массивные звёзды создают мощный звёздный ветер, который разгоняет газ до больших скоростей, а когда эти звёзды вспыхивают как сверхновые, из-за излучения происходит нагрев газа. Также разогреть газ может излучение активного галактического ядра. При высокой температуре газа звездообразование временно останавливается, а при слишком больших скоростях газа образуется галактический ветер и газ начинает покидать галактику — такой эффект называется отрицательной обратной связью (англ. negative feedback). С другой стороны, обратная связь может быть и положительной (англ. positive feedback): вспышка сверхновой может привести к сжатию близлежащих газовых облаков, что вызовет звездообразование в них.

#### Внешняя вековая эволюция

Галактика Водоворот взаимодействует со своим компаньоном

Механизмы внешней вековой эволюции связаны со взаимодействием галактик друг с другом. При близких прохождениях галактик с небольшой относительной скоростью возникают и длительное время действуют приливные силы, которые вызывают различные эффекты в дисках: они растягиваются в сторону возмущающей галактики, в них образуются «хвосты» и другие структуры из газа и звёзд, а также может образоваться бар, который стимулирует внутреннюю вековую эволюцию (см. выше), а также ускоряет темп звездообразования.
Другим агентом эволюции является слияние галактик — мержинг. К вековой эволюции относится только так называемый малый мержинг, который происходит при соотношении масс сливающихся галактик больше 5 к 1. При малом мержинге большей галактике удаётся сохранить свой диск, хотя дисперсия скоростей в нём возрастает. Хотя отдельно взятое слияние происходит довольно быстро, процессы малого мержинга рассматривают как вековую эволюцию, поскольку у галактики, как правило, много небольших спутников, и такие события происходят многократно в течение длительного времени.
Наконец, к внешней вековой эволюции относят и снабжение галактики газом извне — так называемую плавную аккрецию. Непосредственно её обнаружить не удалось, но при этом отмечается, что в спиральных галактиках за последние несколько миллиардов лет количество газа не изменилось, хотя всё это время происходило звездообразование, на что газ должен был расходоваться. Кроме того, наблюдаемую химическую эволюцию (см. ниже) также не удаётся объяснить без предположения о плавной аккреции.

#### Внешняя быстрая эволюция

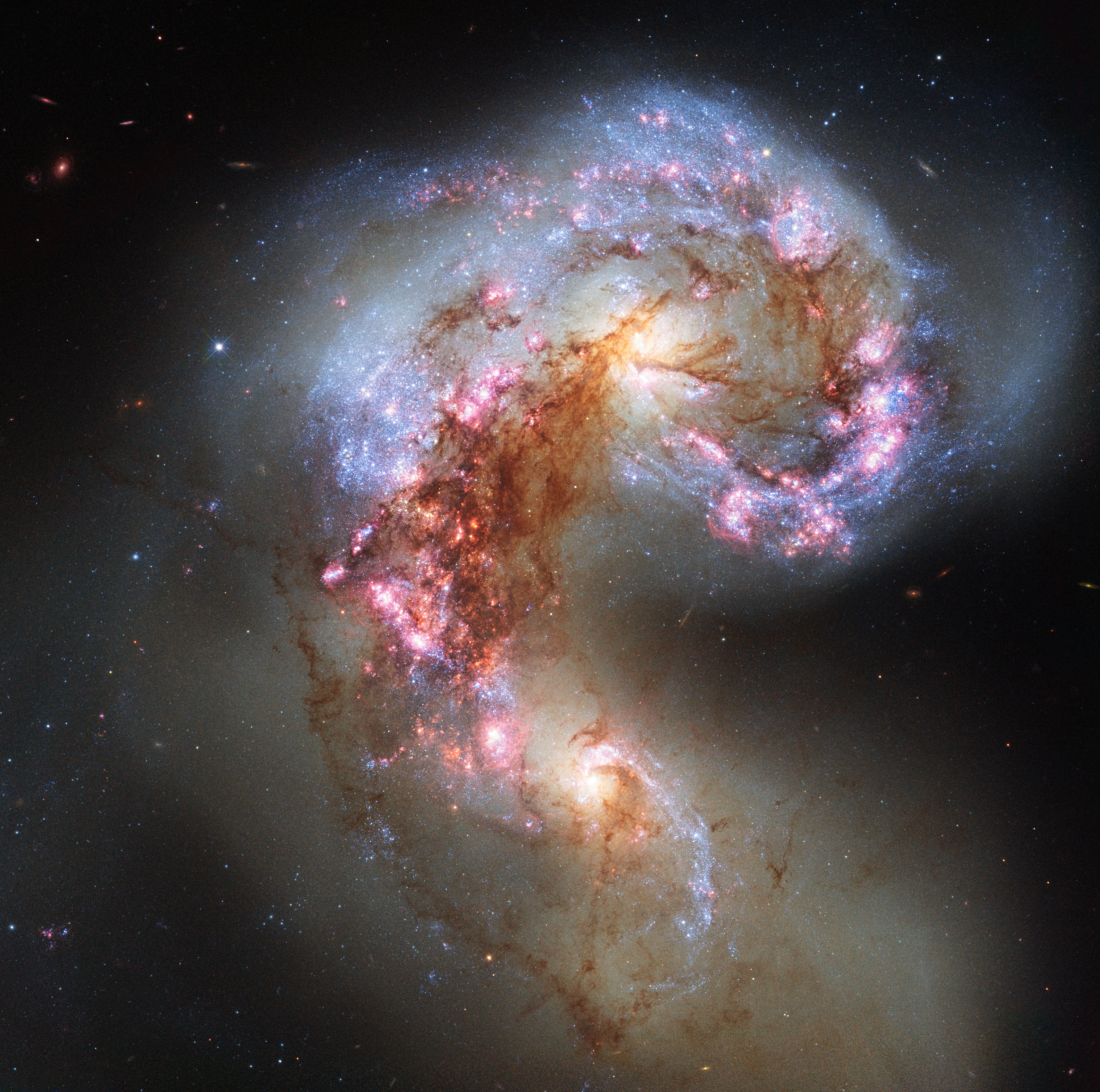
Галактики Антенны в процессе столкновения

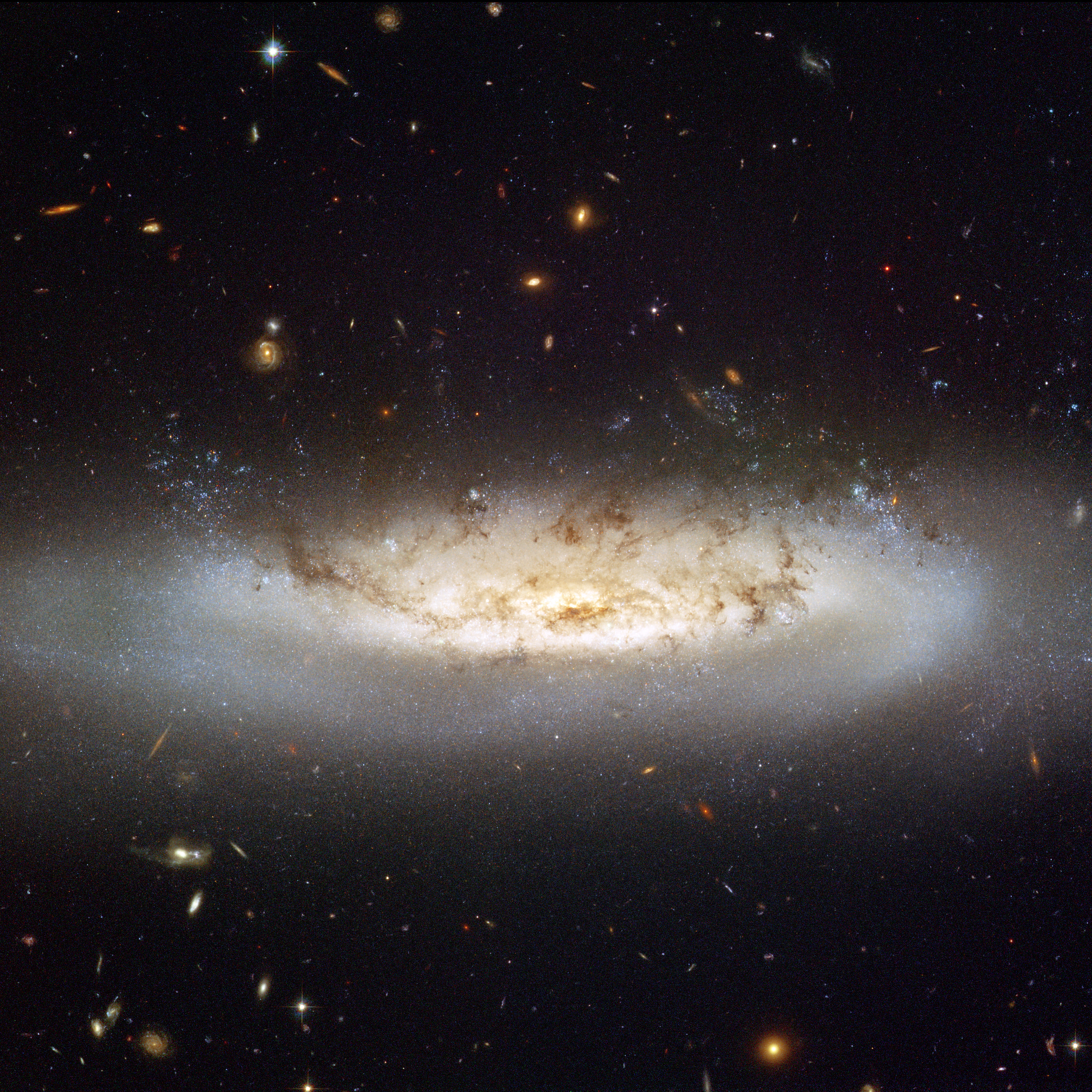
Галактика NGC 4522 под воздействием сильного лобового давления

В первую очередь к процессам внешней быстрой эволюции относят столкновения галактик с последующим слиянием, причём массы галактик должны отличаться не более, чем в пять раз — это так называемый большой мержинг. В этом случае получившаяся галактика уже не обладает диском, её суммарный момент вращения становится очень мал, зато увеличивается дисперсия скоростей и галактика принимает сфероидальную форму. Если в галактиках был газ, то слияние называется «мокрым» и происходит с диссипацией энергии. Бо́льшая часть газа при этом собирается в центре галактики, где случается короткая, но мощная вспышка звездообразования, а оставшийся газ покидает галактику. Если же газа в галактиках не было, слияние называется «сухим», но в любом случае образуется галактика без газа, в ней прекращается звездообразование и она становится типичной эллиптической галактикой.
Также быстрые изменения в галактике происходят, если она проходит через скопление галактик. В межгалактической среде скоплений содержится большое количество горячего газа, и когда галактика пролетает через него, этот газ «сдувает» газ, который окружал галактику до этого — такое явление называется лобовым давлением (англ. ram pressure). У галактики пропадает источник газа для диска, и звездообразование, хотя и усиливается на небольшой срок из-за возросшего давления, в дальнейшем затухает. Если же галактика на большой скорости пролетает через центр скопления, где плотность газа особенно велика, она теряет свой газ даже из диска, где в то же время идёт звездообразование, а сам диск искривляется. В некоторых случаях эффекты лобового давления наблюдаются напрямую, но обычно они проявляются в том, что в галактиках скоплений наблюдается меньше водорода, чем в остальных галактиках.

### Спектрофотометрическая эволюция
Исследование отдельных звёзд возможно лишь в самых близких галактиках, в то время как для остальных галактик доступно лишь наблюдение интегральных характеристик — например, цвета или светимости целой галактики или её частей. Хотя эти характеристики напрямую связаны с составом звёздного населения галактики, которое со временем меняется, прямой подбор распределения звёзд по спектральным классам и классам светимости не удаётся из-за неоднозначности результата.
По этой причине используется так называемый метод эволюционного синтеза: этот метод состоит в подборе распределения звёзд по возрастам и массам. Формально этот метод описывается следующей формулой:
{\displaystyle L_{\lambda ,~gal}=\int _{0}^{t_{gal}}\int _{M_{min}}^{M_{max}}L_{\lambda ,*}(M,t)\cdot {\text{IMF}}(M)\cdot {\text{SFR}}(\tau )dMdt}
Здесь {\displaystyle L_{\lambda ,~gal}} — светимость всей галактики на длине волны {\displaystyle \lambda }, {\displaystyle t_{gal}} — возраст галактики и старейших звёзд в ней, {\displaystyle M_{max}} и {\displaystyle M_{min}} — соответственно максимальная и минимальная масса звёзд, которые образуются (значения берутся произвольно, так как, в целом, не влияют на результат). {\displaystyle L_{\lambda ,*}(M,t)} — светимость звезды массой {\displaystyle M} и возрастом {\displaystyle t} на длине волны {\displaystyle \lambda }. {\displaystyle {\text{IMF}}(M)} — значение начальной функции масс для массы {\displaystyle M}, {\displaystyle {\text{SFR}}(\tau )} — темп звездообразования на момент {\displaystyle \tau } после образования галактики, то есть {\displaystyle \tau =t_{gal}-t}. Произведение {\displaystyle {\text{IMF}}(M)} и {\displaystyle {\text{SFR}}(\tau )} даёт количество звёзд массы {\displaystyle M} и возраста {\displaystyle t}.
Иными словами, вклад звёзд определённой массы и возраста в суммарную мощность излучения зависит от светимости и цвета одной такой звезды и их количества в галактике. Согласно теории эволюции звёзд, цвет и светимость звезды определяются её начальной массой и возрастом, а также химическим составом. Количество звёзд определённой массы и возраста в галактике зависит от темпа звездообразования в момент возникновения звёзд, имеющих такой возраст, а также от доли звёзд, которые при рождении имеют именно такую массу. Доля звёзд такой массы описывается начальной функцией масс — убывающей степенной функцией {\displaystyle {\text{IMF}}(M)=M^{\alpha }}, где {\displaystyle \alpha } — параметр модели. Наконец, темп звездообразования в простейшем случае, согласно закону Кенникатта — Шмидта, зависит от количества оставшегося в галактике газа, который и расходуется на звездообразование, поэтому как функция времени представляется в виде {\displaystyle {\text{SFR}}(\tau )=\exp(-\tau /\tau _{0})}, где {\displaystyle \tau _{0}} — характерное время затухания звездообразования. Тем не менее, более важна не функция, которой параметризуется темп звездообразования, а отношение нынешнего темпа к усреднённому за всю историю галактики.
Наблюдаемые параметры различных галактик хорошо описываются одинаковым для всех возрастом {\displaystyle t_{gal}}, равным 12 миллиардам лет, но различным временем затухания {\displaystyle \tau _{0}}: для эллиптических и линзовидных галактик он составляет около одного миллиарда лет, а для галактик более поздних типов — Sa, Sb, Sc — соответственно, 3, 5 и 10 миллиардов лет. Это значит, что первоначально в галактиках ранних типов звездообразование шло интенсивно, но быстро затухло, а в спиральных его темп не слишком изменялся в течение жизни. В действительности самые старые звёзды в составе большинства галактик старше 10 миллиардов лет, а максимальный темп звездообразования в них был достигнут через миллиард лет после начала звездообразования. Лишь в малом числе карликовых галактик звёзды начали рождаться недавно, а сами галактики имеют очень малую металличность и содержат много газа.
Можно качественно рассмотреть спектрофотометрическую эволюцию в простейшем случае, когда бо́льшая часть звёзд галактики образуется в течение очень короткого времени, как это происходит в эллиптических галактиках. При одновременном рождении множества звёзд наибольший вклад в излучение будут вносить самые массивные и яркие звёзды спектральных классов O и B — значит, и сама галактика должна иметь такой же голубой цвет, как и у этих звёзд. Однако наиболее массивные звёзды быстро эволюционируют и живут меньше всех, и в результате через 10 миллионов лет в галактике исчезнут звёзды массивнее 10 M⊙, а через 100 миллионов не останется массивнее 3 M⊙. Таким образом, галактика после завершения звездообразования начинает тускнеть и становиться более красной, хотя и всё медленнее со временем — этот процесс называется пассивной эволюцией.
Одной из проблем метода эволюционного синтеза остаётся связь цвета звезды не только с возрастом, но и с металличностью. Например, шаровые звёздные скопления состоят из старых звёзд, старше 10 миллиардов лет, а галактики типа Sc содержат много молодых звёзд, но в среднем цвета B−V и U−B этих объектов практически не отличаются: металличность галактик сравнима с солнечной, а у шаровых скоплений — на два порядка меньше. Для разделения этих эффектов приходится сравнивать характеристики, более чувствительные либо к изменению металличности, либо к изменению возраста: к примеру, можно сравнивать эффективные ширины спектральных линий атомов железа и водорода.

### Химическая эволюция

Периодическая таблица элементов с указанным цветом источником происхождения

После первичного нуклеосинтеза, прошедшего в первые 20 минут после Большого взрыва, бо́льшую часть химических элементов во Вселенной составляли водород и гелий массой, соответственно, около 75 % и 25 % её барионного вещества. Также в очень малом количестве образовались дейтерий, литий и бериллий.
Более тяжёлые элементы вырабатываются в первую очередь в звёздах при термоядерном синтезе. После смерти некоторой части звёзд они переходят в межзвёздную среду и распределяются в ней, так что следующие поколения звёзд оказываются более богаты тяжёлыми элементами, и общая металличность таким образом должна расти со временем. Но, например, в Млечном Пути у звёзд тонкого диска, которые образовывались в течение последних 8 миллиардов лет, корреляция между возрастом и металличностью отсутствует. Это объясняется постоянным притоком газа извне: он лишён тяжёлых элементов и «разбавляет» обогащённый ими газ в диске галактики, в результате чего образуются звёзды с такой же металличностью.
Однако ход звездообразования влияет не только на общую металличность: изучение содержания отдельных элементов также позволяет узнать об истории звездообразования в галактике. Различные элементы попадают в межзвёздную среду из разных звёзд: например, элементы, образующиеся в ходе альфа-процесса, вплоть до титана, выбрасываются при вспышках сверхновых типа II, которые порождаются звёздами массивнее 10 M⊙ со сроком жизни менее 10 миллионов лет. Основным источником железа, напротив, служат вспышки сверхновых типа Ia — это белые карлики в двойных системах, которые перетянули на себя вещество второй звезды и взорвались. Белыми карликами, в свою очередь, становятся звёзды с начальной массой менее 8 M⊙, а так как маломассивных звёзд больше, чем массивных, то средний срок между образованием звезды и вспышкой её как сверхновой типа Ia составляет 2—3 миллиарда лет. Другие элементы могут иметь промежуточные сроки возвращения в межзвёздную среду: например, для азота этот срок составляет порядка 100 миллионов лет.
Таким образом, относительное содержание, например, магния и железа {\displaystyle {\ce {[Mg/Fe]}}} позволяет сделать вывод о длительности активного звездообразования в галактике. Если вспышка звездообразования продолжалась недолго, то первые образовавшиеся при вспышке звёзды успели до её окончания обогатить межзвёздную среду магнием, но не железом. Содержание железа в этом случае будет понижено относительно магния, что в действительности наблюдается, например, в эллиптических галактиках.
В случае, если возможно наблюдение отдельных звёзд в галактике, можно делать и более детальные выводы: например, в нашей галактике наблюдается скачкообразный переход {\displaystyle {\ce {[Mg/Fe]}}} между тонким и толстым диском. Это свидетельствует о том, что толстый диск сформировался за достаточно короткий срок, после чего 1—2 миллиарда лет звездообразование не происходило, а затем начали формироваться звёзды тонкого диска.
Сам химический состав, в свою очередь, влияет на другие параметры галактик. От него зависят светимости и цвета звёзд, и, как следствие, всей галактики. Кроме того, из тяжёлых элементов состоят частицы космической пыли, которые вызывают межзвёздное поглощение света и могут понизить наблюдаемую светимость галактики.

## История развития теории эволюции

### Общие представления

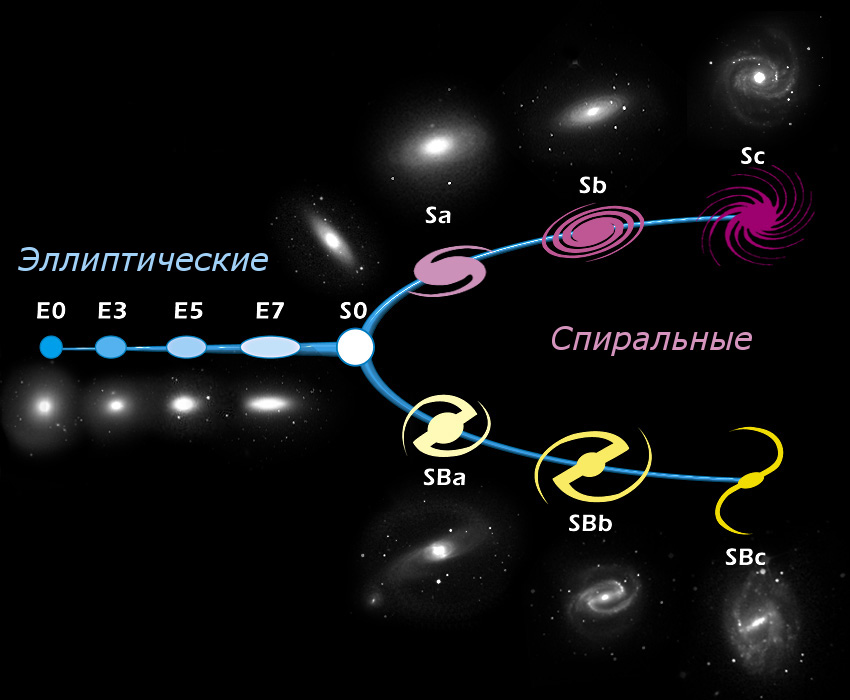
Последовательность Хаббла

Эдвин Хаббл, доказавший существование галактик вне Млечного Пути, в 1926 году также предложил их морфологическую классификацию. В ней он разделил галактики на эллиптические, линзовидные и спиральные с баром и без бара. Хаббл построил последовательность галактик, названную впоследствии его именем, которую интерпретировал как эволюционную: он считал, что галактика сначала образуется со сферической формой без деталей, а затем она уплощается и развивает другие компоненты. Эволюционная трактовка этой последовательности впоследствии была отвергнута: выяснилось, например, что диапазон масс эллиптических галактик значительно больше диапазона масс спиральных. Также первые практически не обладают моментом импульса, а у вторых он довольно велик — эти и другие наблюдения явно указывали на то, что эллиптические галактики не могут постоянно превращаться в спиральные. Тем не менее, в современной терминологии остаётся след такой интерпретации: эллиптические галактики называют галактиками ранних типов, а спиральные — поздних типов.
Затем в 1970-х годах распространилась идея, что галактики не могут менять тип и все формируются при разных начальных условиях. Но и от неё в дальнейшем отказались: в 1990-х годах стали считать, что галактики всё же последовательно эволюционируют, но в обратную сторону относительно той, что была предложена Хабблом: сначала у спиральных галактик нарастают балджи и они становятся галактиками всё более ранних типов, а затем они в результате слияний превращаются в эллиптические галактики.

### Представления о механизмах эволюции
Вместе с этим изучались и механизмы, непосредственно влияющие на эволюцию галактик. Например, менялась точка зрения на протогалактический коллапс: сначала в 1962 году Олин Эгген, Дональд Линден-Белл и Алан Сендидж предложили модель монолитного коллапса протогалактического облака, а впоследствии эта идея получила развитие и в 1970-х годах рассматривались различные варианты коллапса. Наиболее успешными оказались две модели: бездиссипативный коллапс, предложенный Ричардом Готтом в 1973 году, и диссипативный коллапс, предложенный Ричардом Ларсоном в 1969 году. Готт предполагал, что превращение газа в звёзды происходит ещё до сжатия протогалактики, поэтому система оказывается бесстолкновительной. В модели Ларсона такое допущение не использовалось, поэтому она предполагала регулярно происходящие при коллапсе столкновения облаков газа и потерю ими энергии — в результате эта модель оказалась более успешной.
Изначально с помощью обеих моделей пытались объяснить возникновение эллиптических галактик. Однако в 1976 году Ларсон предложил аналогичный сценарий для дисковых галактик, а в 1979 году совместно с Беатрис Тинсли опубликовал статью, в которой предпочтение отдавалось слияниям галактик, а не протогалактическому коллапсу как основному механизму образования эллиптических галактик. В дальнейшем выяснилось, что тёмная материя даёт значительно больший вклад в массу Вселенной, чем барионное вещество, и именно её роль стала считаться решающей в процессе формирования галактик — это ознаменовало появление иерархической концепции (см. ниже). Также стало появляться всё больше свидетельств в пользу того, что слияния галактик происходят регулярно и оказывают влияние на их эволюцию даже в современной Вселенной.

## Современное состояние теории эволюции
На данный момент не существует общепринятой теории эволюции галактик, которая была бы естественной с теоретической точки зрения и при этом бы хорошо объясняла все наблюдательные факты. Теории активно развиваются и пересматриваются, что связано с быстрым ростом возможностей наблюдательной техники.

### Иерархическая концепция
Наиболее признанный и согласующийся с ΛCDM-моделью сценарий образования и эволюции галактик — так называемая иерархическая концепция. В ней рассматривается эволюция всех галактик сразу, а не отдельно взятой, поэтому одно из основных её достижений — достаточно хорошее объяснение современного распределения галактик по разным параметрам. Тем не менее, у неё есть значительные проблемы с воспроизведением наблюдаемой эволюции галактик (см. ниже), которые пока что не решены.
Согласно иерархической концепции, формирование галактик началось с уплотнения флуктуаций холодной тёмной материи. Первоначально флуктуации её плотности имели контраст не более 10−5, но под действием гравитации со временем уплотнялись и объединялись, увеличиваясь в массе и в размерах — именно поэтому концепция получила своё название. Через 0,5 миллиарда лет после Большого взрыва образовались тёмные гало с массой 107—108 M⊙, а через 2 миллиарда — 1010 M⊙. На данный момент масса таких гало должна составлять 1014—1015 M⊙, что соответствует массе скоплений галактик. Газ, масса которого в 6 раз меньше массы тёмной материи, в этом сценарии лишь увлекается за тёмными гало, стремясь к их центрам. Нагретый при коллапсе газ собирается в гало, и, охлаждаясь, оседает в диск, где начинается звездообразование. Образуется полностью дисковая галактика без сфероидальной компоненты — то есть, спиральная галактика позднего типа или неправильная галактика.
При слияниях тёмных гало галактики, в них содержащиеся, тоже могут столкнуться через некоторое время, но бывает и так, что одно гало содержит несколько галактик — к примеру, большая галактика со спутниками. При слияниях дисковых галактик они должны образовывать эллиптические галактики, но газ, оседающий из гало, создаёт диск — таким образом, эллиптическая галактика становится балджем образовавшейся спиральной галактики раннего типа. Если же газ в гало исчерпан, что чаще всего случается в современной Вселенной или недалёком прошлом, то эллиптическая галактика остаётся такой же, какой и была.

#### Проблемы иерархической концепции
Иерархическая концепция несовершенна и имеет ряд противоречий с наблюдательными данными. Хотя она со временем модифицируется и многие противоречия решаются, некоторые из них остаются неразрешёнными. Ниже приведено несколько примеров:
- У эллиптических галактик наблюдается корреляция массы и металличности. В иерархической концепции это вполне объяснимо, если каждое слияние сопровождается вспышкой звездообразования. Тогда, чем больше слияний пережила галактика, тем больше её масса и тем больше тяжёлых элементов в ней образовалось. Однако у эллиптических галактик последнее слияние должно было произойти совсем недавно — 2—4 миллиарда лет назад, а средний возраст звёзд должен составлять 3—5 миллиарда лет, в то время как у наблюдаемых эллиптических галактик он составляет более 8 миллиардов лет. Более того, в реальности наблюдается корреляция между массой галактики и возрастом её звёздного населения: чем массивнее галактика, тем старше её звёзды[61]. Можно пойти от противного — считать, что крупные эллиптические галактики образовались из карликовых эллиптических, в которых интенсивное звездообразование проходило 11—12 миллиардов лет назад. Предполагается, что при этом газ нагрелся и покинул галактики, а при их слиянии вспышки звездообразования не происходили. Это объясняет старый возраст звёзд в таких галактиках, но не позволяет объяснить корреляцию массы и металличности[62].
- Наблюдения показывают, что в последние 6—7 миллиардов лет число крупных эллиптических и спиральных галактик не менялось. Иерархическая концепция же предсказывает, что слияния более маленьких галактик должны увеличивать число более крупных[62].
- Иерархическая концепция хорошо описывает распределение современных галактик по светимостям, но даёт ошибочные результаты для галактик в прошлом: она предсказывает большее количество карликовых галактик и меньшее количество крупных[63].
- Иерархической концепцией хорошо объясняется наличие зависимости Талли — Фишера, однако существует проблема с её нуль-пунктом: моделируемые галактики вращаются в несколько раз быстрее, чем наблюдаемые при той же светимости[64].
- Радиальное распределение тёмной матери согласно иерархической концепции отличается от наблюдаемого: теория предсказывает быстрый рост плотности к центру тёмного гало, что противоречит наблюдениям и известно как проблема каспов[65].

### Эмпирические сценарии
Несовершенство иерархической теории привело к активной разработке сценариев эволюции, которые основываются непосредственно на наблюдательных данных. Эти сценарии по своему определению хорошо описывают наблюдаемую эволюцию галактик и согласуются друг с другом, но для них не разработана в деталях теория, объясняющая, почему эволюция прошла именно по таким сценариям.
Главное отличие эмпирических сценариев от иерархической концепции состоит в том, что формирование галактик, согласно им, происходило «от большого к малому». Крупнейшие галактики и звёзды в них сформировались первыми, а в последние 8 миллиардов лет практически не изменялось ни их число, ни состав.
Быстрая остановка звездообразования в массивных галактиках может объясняется двумя эффектами. Во-первых, в какой-то момент часть газа может перейти в центр и сделать ядро активным, а оно, в свою очередь, разогреет газ в диске, из-за чего тот покинет галактику и звёзды прекратят образовываться. Это также объясняет большое количество квазаров на красном смещении {\displaystyle z=2}, что соответствует времени в 10 миллиардов лет назад. Более массивные галактики имеют более массивные ядра, которые могут светить ярче и быстрее останавливать звездообразование. И наоборот, в карликовых галактиках интенсивность звездообразования недостаточна, чтобы газ улетел из галактики, и оно продолжается и по сей день.
Другое объяснение состоит в том, что галактики получают газ путём аккреции извне, а именно — из космологических филаментов, поэтому массивные галактики первыми собрали весь газ и израсходовали его. Это позволяет объяснить некоторые наблюдаемые факты. Во-первых, при сохранении темпа звездообразования во всех спиральных галактиках газа хватит на два миллиарда лет, хотя звездообразование с более-менее постоянной скоростью в них идёт уже 8—10 миллиардов лет. Идея, что во всех спиральных галактиках одновременно завершится формирование звёзд, кажется маловероятной, поэтому предполагается, что аккреция постоянно подпитывает звездообразование. Во-вторых, аккрецией объясняется одинаковый химический состав звёзд тонкого диска Млечного Пути (см. выше), хотя если бы аккреции не было, молодые звёзды имели бы большую металличность, чем старые. Линзовидные галактики тоже подпитываются газом, но, судя по всему, аккреция на них идёт под иными направлениями, чем на спиральные галактики. Это приводит к тому, что газ в линзовидных галактиках присутствует, но часто его кинематика отличается от кинематики звёзд, а их взаимодействия мешают звездообразованию.
Эволюция эллиптических галактик проходила в два этапа. В течение первых двух миллиардов лет после Большого взрыва формировались компактные эллиптические галактики, после чего с ними происходили, в первую очередь, малые слияния. Это объясняет быстрое увеличение размеров эллиптических галактик при небольшом изменении массы за последние 10—11 миллиардов лет.